# WE (家入レオのアルバム)
『WE』（ウィ）は、家入レオの4枚目のオリジナルアルバム。2016年7月6日にビクターエンタテインメントから発売された。

## 解説
前作『20』から約1年4ヶ月ぶりのアルバム。前作以降にリリースされたシングル曲3曲を含む全13曲を収録。
家入は作品やタイトルについて、「ひとりじゃない。私には、みんながついているんだ、と強く思いながら、感じながらこのアルバムを作りました」「自分の中でこのアルバムは、東京に来てからの1stアルバムという感覚があるんです」と話している。
初回限定盤と通常盤の2種類がリリース。初回限定盤には2016年2月2日にZepp DiverCity TOKYOで行われたワンマンライブの映像を収録したDVDが付属する。

## 収録曲
| #         | タイトル                        | 作詞               | 作曲                     | 編曲                     | 時間  |
| --------- | ------------------------------- | ------------------ | ------------------------ | ------------------------ | ----- |
| 1.        | 「僕たちの未来」                | 家入レオ           | 多保孝一                 | 多保孝一                 | 4:25  |
| 2.        | 「Brand New Tomorrow」          | 家入レオ・多保孝一 | 多保孝一                 | 多保孝一                 | 4:40  |
| 3.        | 「君がくれた夏」                | 家入レオ           | 西尾芳彦                 | 佐藤希久生               | 4:18  |
| 4.        | 「恍惚」                        | 家入レオ・多保孝一 | 多保孝一・須藤優・堀正輝 | 多保孝一・須藤優・堀正輝 | 3:53  |
| 5.        | 「Party Girl」                  | 家入レオ           | 家入レオ                 | 多保孝一                 | 3:23  |
| 6.        | 「I Wish」                      | 家入レオ・jam      | 多保孝一                 | 本間昭光                 | 4:58  |
| 7.        | 「we」                          | 家入レオ           | 家入レオ                 | 多保孝一                 | 2:04  |
| 8.        | 「Hello To The World」          | 家入レオ・多保孝一 | 家入レオ・多保孝一       | 多保孝一                 | 3:51  |
| 9.        | 「シティボーイなアイツ」        | 家入レオ・多保孝一 | 家入レオ・多保孝一       | POP ETC                  | 3:28  |
| 10.       | 「さよなら Summer Breeze」      | 家入レオ           | 多保孝一                 | 多保孝一                 | 5:00  |
| 11.       | 「そばにいて、ラジオ」          | 家入レオ           | 多保孝一                 | 多保孝一                 | 4:57  |
| 12.       | 「Every Single Day」            | 家入レオ           | 多保孝一                 | 多保孝一                 | 5:31  |
| 13.       | 「オバケのなみだ」(Bonus Track) | 家入レオ・西尾芳彦 | 西尾芳彦                 | 三輪コウダイ             | 4:50  |
| 合計時間: | 合計時間:                       | 合計時間:          | 合計時間:                | 合計時間:                | 55:18 |

| #   | タイトル                                                                  | 作詞 | 作曲・編曲 | 時間 |
| --- | ------------------------------------------------------------------------- | ---- | ---------- | ---- |
| 1.  | 「サブリナ (Acoustic) (Live at Zepp DiverCity 2016.2.2 〜two colours〜)」 |      |            | 2:49 |
| 2.  | 「miss you (Live at Zepp DiverCity 2016.2.2 〜two colours〜)」            |      |            | 3:15 |
| 3.  | 「Still (Live at Zepp DiverCity 2016.2.2 〜two colours〜)」               |      |            | 4:49 |
| 4.  | 「Lady Mary (Live at Zepp DiverCity 2016.2.2 〜two colours〜)」           |      |            | 4:10 |
| 5.  | 「Last Stage (Live at Zepp DiverCity 2016.2.2 〜two colours〜)」          |      |            | 4:14 |
| 6.  | 「Silly (Live at Zepp DiverCity 2016.2.2 〜two colours〜)」               |      |            | 5:14 |
| 7.  | 「君がくれた夏 (Live at Zepp DiverCity 2016.2.2 〜two colours〜)」        |      |            | 4:55 |
| 8.  | 「希望の地球 (Live at Zepp DiverCity 2016.2.2 〜two colours〜)」          |      |            | 5:25 |
| 9.  | 「サブリナ (Live at Zepp DiverCity 2016.2.2 〜two colours〜)」            |      |            | 5:23 |
| 10. | 「Hello To The World (Live at Zepp DiverCity 2016.2.2 〜two colours〜)」  |      |            | 4:16 |
| 11. | 「Hello To The World (Music Video -Another Version-)」                    |      |            | 3:54 |
| 12. | 「僕たちの未来 (Music Video -Another Version-)」                          |      |            | 4:26 |

### 曲解説
シングル収録曲については各シングルの記事も参照。
1. 僕たちの未来
12thシングル。日本テレビ系テレビドラマ『お迎えデス。』主題歌。
2. Brand New Tomorrow
ユニバーサル・ピクチャーズ配給アニメ映画『ペット』イメージソング[7]。
日本での配給元である東宝東和が、作品のイメージソングにふさわしく、かつペットを飼っている歌手として家入を本作のイメージソング担当に選び、本曲が作品のイメージに一致するとして採用された[8]。家入はタイアップについて、「ペットに対する愛情だったり絆っていうのを歌でも表現したいな、って曲も制作していたりしたので、その曲がこういう形で選んでいただけてうれしかったです」と話している[7]。
3. 君がくれた夏
10thシングル。フジテレビ系テレビドラマ『恋仲』主題歌。
4. 恍惚
発売に先行してYouTubeで公開されたトレイラー映像で一部が視聴できる[9]。
5. Party Girl
6. I Wish
「恍惚」と同様にトレイラー映像で一部が視聴できる[9]。
7. we
家入は本曲について、「私、1人で作るときはメロディ先行なんですが、これは初めての歌詞先行でした」「私なりの決意の1曲なんです」と話している[5]。
8. Hello To The World
11thシングル。TBS系『COUNT DOWN TV』2016年2月・3月オープニングテーマ。
9. シティボーイなアイツ
家入は、このアルバムの中で「最もチャレンジだと思う曲」として本曲を挙げている[6]。家入が好きなミュージシャンであるというGalileo GalileiのアルバムをプロデュースしたPOP ETC（英語版）メンバーのクリストファー・チュウが編曲を担当している[6][10]。
10. さよなら Summer Breeze
11. そばにいて、ラジオ
NHK福岡放送局および民放連[注 1]によるキャンペーン「#フクラジ」キャンペーンソング[11]。家入は本曲について、「東京で疲れたときに故郷に帰って『もう一度東京でがんばってみよう』と思えたときのことを書きました」と話している[10]。
12. Every Single Day
家入は本曲について、「「僕たちの未来」の対になる歌詞をイメージしました」[10][12]「たった一人の人が私を支えてくれるからステージに上がれるんだっていう想いを歌っています」と話している[12]。
13. オバケのなみだ
ボーナス・トラック。11thシングルのカップリング曲で、NHK『みんなのうた』2016年2月・3月放送曲。